# Hyadina fenestrata
Hyadina fenestrata är en tvåvingeart som beskrevs av Becker 1903. Hyadina fenestrata ingår i släktet Hyadina och familjen vattenflugor. Inga underarter finns listade i Catalogue of Life.